# Ailia coila
 Ailia coila  ist eine Fischart aus der Ordnung der Welsartigen (Siluriformes). Die Art ist die einzige valide Art der Gattung Ailia und kommt in Flüssen des indischen Subkontinents vor.

## Merkmale
Ailia coila sind langgestreckte, seitlich stark abgeflachte Fische ohne Rückenflosse aber mit einer kleinen Fettflosse. Sie erreichen eine Länge von etwa 10 bis 30 Zentimetern. Der Oberkiefer steht über den Unterkiefer vor. Es sind acht Barteln vorhanden, die alle lang sind, und von denen die vier am Unterkiefer alle in einer Linie stehen. Die Brustflossen weisen einen Hartstrahl auf. Die Schwanzflosse ist gegabelt.

## Systematik
Ailia coila wurde traditionell den Glaswelsen (Schilbeidae) zugerechnet. Molekularbiologische Untersuchungen weisen allerdings darauf hin, dass sie zusammen mit der Gattung Laides im Gegensatz zu den restlichen Glaswelsen der Gruppe „Big Asia“ zuzurechnen ist. Ailia ist die Typusgattung der Anfang 2016 neu eingeführten Familie Ailiidae.